# Kung Fu Jungle
Pour plus de détails, voir Fiche technique et Distribution.
Kung Fu Jungle, aussi connu sous le titre Kung Fu Killer (titre original: Yī Gè Rén De Wǔ Lín), est un film d'action sino-hongkongais réalisé par Teddy Chan, sorti en 2014.
Le film met en vedette Donnie Yen (vu dans Ip Man) et Wang Baoqiang.

## Synopsis
Hahou Mo, maître en arts martiaux, se rend à la police après avoir tué un homme à mains nues. Trois ans plus tard, en prison, il apprend à la télévision qu'on a retrouvé le cadavre d'un autre homme tué lui aussi à mains nues. Ce dernier était un spécialiste du combat aux poings et semble avoir été vaincu par cette même technique. Hahou Mo est certain de l'identité du tueur et des prochaines victimes, et cherche à sortir de prison à tout prix pour aider le capitaine Luk Yuen-Sum chargé de l'enquête…

## Fiche technique
- Titre : Kung Fu Jungle
- Titre original : Yī Gè Rén De Wǔ Lín
- Titre alternatif : Kung Fu Killer
- Réalisation : Teddy Chan
- Scénario : Teddy Chan et Lau Ho-Leung
- Musique : Peter Kam
- Distribution : Emperor Motion Pictures
- Budget : 25 000 000 $
- Pays d'origine :  Hong Kong,  Chine
- Langue : mandarin, cantonais
- Genre : action, policier
- Durée : 100 minutes
- Dates de sortie :
  -  Hong Kong : 30 octobre 2014
  -  Chine : 31 octobre 2014

## Distribution
- Donnie Yen : Hahou Mo
- Wang Baoqiang : Fung Yu-Sau, le tueur
- Charlie Yeung : Luk Yuen-Sum, l'enquêtrice
- Michelle Bai : Sinn Ying
- Alex Fong : Inspecteur en chef Lam
- Xing Yu : Tam King-Yiu
- Louis Fan : Hung Yip